# Tomosvaryella crassifemorata
Tomosvaryella crassifemorata är en tvåvingeart som beskrevs av De Meyer 1993. Tomosvaryella crassifemorata ingår i släktet Tomosvaryella och familjen ögonflugor.
Artens utbredningsområde är Kenya. Inga underarter finns listade i Catalogue of Life.